# Gencsapáti
Gencsapáti es un pueblo ubicado en el distrito de Szombathely, condado de Vas, Hungría.

## Superficie
Posee una superficie de 22,39 kilómetros cuadrados.

## Demografía
Hasta 2022 la población era de 2729 habitantes, con una densidad de población de 121,9 habitantes por kilómetro cuadrado.